# A kisherceg (Lost)
2009. február 4-én került először adásba az amerikai ABC csatornán a sorozat 87. részeként. Brian K. Vaughanés Melinda Hsu Taylor írta és Stephen Williams rendezte. Az epizód Kate-centrikus.
|  | Alább a cselekmény részletei következnek! |

## Az előző részek tartalmából
Christian temetésén Jack megtudja, hogy Claire a féltestvére. Két ügyvéd felkeresi Kate-et, hogy egy bírói végzés értelmében vérmintát vegyenek tőle és Aarontól, hogy ezáltal megállapítsák, rokonok-e. Austen megriad, összeszedi legfontosabb dolgait, és nevelt fiával elmenekül otthonról. Sun felhívja telefonon, mert találkozni szeretne vele, így a nő a kisfiúval elmegy hozzá. A búvóhelyen Sayidot megtámadták, de David Reyes segítségének köszönhetően Jack elláthatta az irakit. Richard Alpert tudatja Johnnal, csak úgy mentheti meg a Szigetet, ha visszahozza azokat, akik hazatértek. Charlotte orra egyre gyakrabban vérzik, a feje is fáj. Daniel látszólag tudja a tünetek okát, de ezt titkolja társai elől. Lewis egy újabb időutazás után vérző orral összeesik.

## 2005. január 1., a Sziget elhagyása után
Jack a Searcher fedélzetéről bámulja az óceánt. Kate az alvó Aaronnal a karjában odamegy hozzá, és elmélkedni kezd a gyerek jövőjén. Ő azt szeretné, ha nála maradna, ezért azt hazudná az embereknek, hogy az ő gyermeke. Shephard közli, másnap felhozza a többieknek a hazugság lehetőségét, és szeretné, ha Kate támogatná őt.

## Külvilág, 2007
Kate Sun tanácsának megfelelően elmegy, hogy elintézzen valami sürgőset, addig Aaront barátnőjénél hagyja. Amint Austen távozik, megjelenik a hotel egy alkalmazottja, hogy átadjon egy csomagot Ms. Kwonnak. Sun bevonul a szobájába, felbontja a küldeményt, és elővesz belőle egy köteg iratot. Néhány fénykép is előkerül, amik Jacket és Bent ábrázolják. Kwon ezt követően a csomagban lévő desszertes dobozzal kezd foglalatoskodni, amiből egyből kiemel egy pisztolyt.
Kate alkut ajánl Mr. Nortonnak az irodájában: megkapja a vérmintákat, de előbb szeretne találkozni a megbízóval. A férfi közli, délután találkozni fog vele, akkor átadja az üzenetet, de a válasz nagy valószínűséggel elutasító lesz. Szerinte Austen már rég a seriff őrizete alatt állna, ha az ügyfél nem ragaszkodott volna ahhoz, hogy csendben végezzék el a „gyámügyi váltást”. Kate kétségbeesetten próbálkozik megtudni, ki tette ezt vele, de az ügyvéd csak annyit mond, mindezt magának köszönheti. Végezetül pedig azt tanácsolja a nőnek, készüljön fel rá, hogy el fogja veszíteni a fiát.
Sayid jobban érzi magát, és már rögtön Hurley-ért menne. Jack nyugtatja, hogy Hugónak nincs semmi baja, Ben nem fogja bántani, mivel velük van. Ekkor a klinika igazgatója benyit a kórterembe, és kihívja a dokit, hogy elbeszélgessen vele. Az igazgatónő megrója Shephardöt, mivel felfüggesztett orvosként beteget kezel. Jack tudatja vele, minden felelősséget vállal, de ez nem érdekli a nőt. A doki telefonja megcsörren, ezért elnézést kér, és távozik, hogy válaszoljon a hívásra. Hurley az, aki Sayid felől érdeklődik. Miután megbizonyosodott róla, hogy az iraki jól van, közli, hogy egy börtönben van, ahol Ben sosem talál rá. Végezetül megkéri barátját, adja át Jarrah-nak, hogy követte az utasításait, nem hitt Linusnak. Reyes ezt követően lerakja a telefont, Benjamin pedig megjelenik a kórházban, hogy Sayid felől érdeklődjön. Időközben egy ápoló belép az irakihoz, hogy beadja neki a gyógyszereket. Elfordul, de az orvosságok helyett egy kábító lövedékekkel töltött pisztolyt vesz elő. Az ágy felé fordul, ám a célszemély már nincs ott: odalopódzott a támadó mellé, hogy ő jöhessen ki győztesként a verekedésből. Rögtön fojtogatni kezdi a férfit, és ezt addig folytatja, amíg az illető el nem árulja, mit keres a kórházban. Jarrah ekkor két kábító lövedéket lő a merénylőbe, aki egyből kiterül. Az ismeretlen zsebéből előkerül egy cím, amit az időközben Bennel az oldalán megérkező Jack be is azonosít: a papíroson Kate címe áll. A doki azonnal felhívja Austent, hogy megtudja, hol van. A nő először nem akarja elárulni tartózkodási helyét, ám végül beadja a derekát. Shephard megkéri, hogy Aaront is vigye magával, úgy találkozzanak. Kate elmondja, a fiú most Sunnál van. Ezen a doki meglepődik, de neki ez most nem fontos. Leteszi a telefont, majd közli Bennel, hogy indul Austenért. Linus pedig úgy dönt, Hurley-ért mennek Sayiddal. Az iraki tiltakozik ez ellen, nem akarja egykori főnökét Hugo közelébe engedni. Benjamin azt ajánlja, hogy tegyék félre ellentéteiket, most a barátja biztonsága helyezésére összpontosítsanak. Jarrah beleegyezik azzal a feltétellel, hogy ő vezeti a furgont. Ben megmondja Jacknek, hol találkozzanak, végezetül pedig megkéri, hogy siessen, mert kifutnak az időből.
Jack megérkezik Kate-hez, aki meglepetten veszi észre, hogy a férfi megvált szakállától. A doki szeretné tudni, mit csinál Austen, de ezt a nő nem akarja elárulni. Végül azonban megtörik a jég, és felfedi, hogy valaki el akarja venni tőle Aaront, mivel tudja, hogy nem ő az anyja. Ekkor az ügyvédi iroda garázsából kihajt Mr. Norton. Kate felszólítja Shephardöt, hogy ha vele akar tartani, akkor szálljon be a kocsiba.
Kate-ék követték Mr. Nortont, így elértek egy motelhez. Jack próbálja győzködni, hogy talán csak csapdába akarják őket csalni, ezért inkább szedjék fel Aaront, és menjenek a megbeszélt helyre, de a nő hajthatatlan. Az ügyvéd közben felért az ügyfele lakásához, s mikor kinyílik az ajtó, láthatjuk, hogy a megbízó Carole Littleton, Claire anyja. Pár perc múlva Norton távozik, Austen pedig egyből fel akar menni Ms. Littletonhoz. Shephard látja, hogy nem tudja lebeszélni erről a nőt, ezért felajánlja, hogy majd ő beszél vele, hiszen ő is szeretné, ha Aaron náluk maradna, végtére is ő a családjához tartozik. Így hát felsiet a lépcsőn, és bekopog. Carole beengedi, a doki pedig azonnal nekilát a magyarázatnak. Elmondja, hogy követték az ügyvédet, mivel félnek, hogy valaki el akarja tőlük venni Aaront. Littleton értetlenkedik, azt se tudja, kicsoda Aaron. Jack megkérdezi, akkor miért van Los Angelesben, majd miután megkapta a választ, visszamegy az autóhoz. Megkéri Kate-et, hívja fel Sunt, hogy vigye Aaront a kikötőbe, ahol találkoznak a többiekkel. Austen nem érti az egészet, ezért Shephard kifejti, Carole azért bérelte fel Nortont, hogy beperelhesse az Oceanic Airlinest, és kártérítést követelhessen Claire haláláért. A nő furcsállja, hogy az az ügyvéd képviseli Littletont, aki el akarja venni Aaront is, de Jack szerint ezzel most nem kell törődniük.
Ben megkérdezi Sayidot, miért vállalta, hogy megmenti Hurley-t. Az iraki közli, csak azért, hogy biztonságban legyen. Linus ezután megkéri Jarrah-t, hogy kanyarodjon be a parkolóházba. Ott már vár rájuk Mr. Norton. Átad egy aktát Benjaminnak, és elmondja, nincs semmi bizonyíték Reyes ellen, a bíróság nem fogja továbbengedni az ügyet, így a férfit elengedik. Ben megköszöni a segítséget, Norton pedig távozik. Sayid kérdésére válaszolva Linus elmondja, ő az ügyvédje.
Jackék megérkeznek a kikötőbe. Kate megkérdezi, miért hívta fel őt a férfi. A doki elmondja, hogy Sayidot megtámadták, és a merénylő zsebében az ő címét találták meg, ezért aggódott érte. Austen nem érti, mit keres Sayid Los Angelesben, de Shephard szerint most nem ez a fontos, hanem az, hogy biztonságba helyezzék Kate-et és Aaront. Időközben megérkezik Benék furgonja, Linus kiszáll belőle, és mosolyogva üdvözli a nőt, Jarrah pedig a háttérből figyeli az eseményeket. Jack próbálja nyugtatni Kate-et, azzal, hogy Ben azért jött, hogy segítsen nekik és a hátrahagyottaknak, de Austen nem higgad le, ugyanis meg van róla győződve, hogy Benjamin akarta elvenni tőle Aaront. Ezt Ben be is ismeri, és elnézést kér tőle. A nő korholja Linust, amiért nem hagyja őket békén, ezt pedig Sun is figyeli pár méterrel arrébb az autójából. Látja, hogy Aaron a hátsó ülésen alszik, ezért előveszi a pisztolyát, és kiszáll a járműből.

## Sziget, 2004. november 1.
Miles a közeli patakból vizet visz Danielnek, aki Charlotte-ot próbálja felébreszteni. Juliet szeretné megtudni, mit titkol a fizikus. Sawyer dühösen kifejti véleményét, miszerint Faraday mindent tud a betegségről, csak nem akarja elmondani. Burke elküldi a háborgó Jamest, Dan pedig megosztja gondolatainak egy részét a doktornővel. Szerinte az időutazások kiütötték az agyban lévő belső órát, ez okozza a tüneteket. Azt viszont nem tudja megmondani, miért csak Charlotte-tal történik mindez.
Locke felhozza Sawyernek, hogy vissza kellene menniük az Orchideába, hiszen ott kezdődött minden, így lehetséges, hogy ott véget is tudnának vetni a kiszámíthatatlan időutazásoknak. James emlékezteti a kopaszt, hogy a melegház jó egy napnyi járásra van tőlük. John azt javasolja, menjenek vissza a partra a motorcsónakért, amivel átvágják a Sziget egy öblét, tehát jelentősen lerövidíthetik az állomáshoz vezető utat. Úgy gondolja, ha Ben is az Orchidea segítségével jutott ki a Szigetről, ő is megteheti ugyanazt, és ha ez sikerül neki, megmentheti a hátrahagyottakat. Ford érdeklődik, hogyan is akar nekik segíteni, mire Locke elmondja, hogy visszahozza azokat, akik hazajutottak. Sawyer szerint ők meghaltak a hajó robbanásakor, ám ezt a kopasz egyből kijavítja, hiszen ő már tudja az igazat Richardtól. John nagyon eltökéltnek látszik, kijelenti, akkor is véghezviszi a feladatot, ha belehal. Kis ösztönzésképp megkérdezi Fordot, hogy szeretné-e, ha Kate visszatérne? Közben Miles odakiált nekik, hogy Charlotte ébredezik. A nő magához tér, először nem ismeri fel Danielt, de hamar helyreállnak az emlékek. Faraday érdeklődésére Lewis elmondja, a feje még mindig fáj, de amúgy jól van. Straume ironikusan közli, hogy minden visszatért a régi kerékvágásba, de még mindig nem tudják, mihez kezdjenek. James kiadja az utasítást: irány az Orchidea.
A kis csapat sötétben menetel a dzsungelben. Sawyer afelől érdeklődik, hogy a kopasz mivel fogja visszacsábítani Kate-et a Szigetre, mikor meglátnak egy függőleges fénysugarat tőlük nem messze. Locke úgy véli, akármi is az, jobb lenne távol maradni tőle, ezért inkább egy kerülőt iktat a túrába. Daniel megkérdezi, tudja-e, hol vannak az időben. John nem válaszol a kérdésre, csak kiadja a parancsot az indulásra. Faraday Charlotte-ot kérdezi a fejfájásáról, aztán megnyugtatja, hogy nemsokára pihenhetnek. Straume észreveszi, hogy az ő orra is vérzik, de erről nem szól senkinek. Ekkor egy nő sikolyát hallják a közelből. Ford egy fegyverrel a kezében elindul a hang forrása felé, és meglepetten látja, hogy Claire éppen szül, Kate pedig segédkezik a baba világrahozatalában. James lemerevedve, elérzékenyülve nézi a bokrok közül a történéseket, ám ekkor újra megjelenik a fény, a Sziget pedig egy újabb idősíkba ugrik.

## Sziget, 2005 vagy később
Locke odaér Sawyerhez, és megkérdezi, mit látott. James egy ideig hallgat, aztán kiböki, hogy nem számít, mivel már nincs ott. A két férfi kicsit eltávolodott a többiektől, a kopasz pedig még mindig érdeklődik Jamesnél, hogy mit látott, ezt azonban a szélhámos csak nem akarja elmondani. John erősködik, hogy mindketten tudják, milyen idősíkban jártak, de még ez sem használ. Így hát kénytelen felfedni, hogy a fényoszlop, amit láttak, az a bunkerből jött akkor, amikor Boone halála után a fedélen dörömbölt. Sawyer megkérdezi, ez esetben miért nem ment oda magához, és mondta meg, hogy mit kell másképp tennie. A dobozos azt válaszolja, azért, mert akkor nem lenne az, aki most. A csapat leghátulján Miles elárulja Danielnek, hogy az ő orra is vérzett, és tudni szeretné, miért. Faraday úgy véli, a tünetek azoknál jelentkeznek leghamarabb, akik sok időt töltöttek a Szigeten. Straume ezt nem érti, hiszen ő csak két hete van a szigeten, míg a túlélők már hónapok óta. Dan szerint ez valószínűleg nincs így, valamiről megfeledkezhetett a kínai. Időközben a menetelők elérték a parti tábort, ami ismét a helyén van, habár nincs túl jó állapotban. Sehol egy ember, ráadásul a motorcsónak is eltűnt. Miles szerint ez azért van, mert azok elől menekültek, akik a homokon pihenő csónakkal érkeztek. Straume kiszúr egy vizes palackot, amin az Ajira légitársaság emblémája van. Juliet szerint ez egy indiai cég, mindenhová szállítanak utasokat. Faraday kíváncsi rá, hogy mikor térnek vissza a csónak tulajdonosai, Locke pedig úgy véli, ezt nem kellene megvárniuk. Így hát a járművet vízre bocsátják, majd mindannyian beleülnek, és az Orchidea felé kezdenek evezni. Sawyer lapátolás közben elmondja Julietnek, hogy látta a dzsungelben Kate-et, miközben Claire gyerekét segítette világra. Burke megjegyzi, hogy az kb. két hónapja történt, erre pedig James finoman elküldi az időutazást melegebb éghajlatra. A következő pillanatban valaki rájuk lő. Jóval a hátuk mögött egy másik csónak követi őket, onnan tüzelnek rájuk. Ford lebukik, Juliet pedig visszalő a támadókra. Az ismeretlenek egyre közelebb kerülnek hozzájuk, ám ekkor újra megjelenik a vakító fény, hogy egy újabb idősíkba küldje a menekülőket. Sawyer most kivételesen köszönetet mond ezért.

## Sziget, 1988
James a kijelentését azonnal visszavonja, amikor meglátja, hogy egy vihar kellős közepébe érkeztek. Locke felszólítja társait, evezzenek, hogy minél hamarabb kiérhessenek a partra. A csónakosok nagy nehezen kiértek a partra, de azt nem tudják, hol vannak. Juliet szívesen hallgatná Sawyer történetét, de a férfi nem szeretné folytatni azt. Végül aztán mégis kiönti bánatát, ami abból ered, hogy nem beszélhetett Kate-tel, nem érinthette meg őt, mindez pedig amiatt, hogy nem változtathatja meg a múltat. Ekkor James észreveszi, hogy Juliet orrából is folyik a vér. Charlotte magához hívja a többieket, ugyanis tárgyakat talált a földön. Locke megfordít egy tárgyat, amire valami franciául van írva.
Egy mentőcsónakban néhány francia ember hánykolódik az óceánon. Egy nő észrevesz egy vízen sodródó testet, ezért odaeveznek hozzá, és felhúzzák maguk mellé. A hátára fordítják az illetőt, aki nem más, mint Jin.
Jin magához tér a parton, és látja, ahogy a franciák kipakolnak a csónakjukból. Egyikük egy rádión befogta a számokat ismétlő adást, erre fel is hívta a többiek figyelmét. A fiatal nő, aki észrevette Kwont a vízben, kommunikálni próbál vele, szerencséjükre mindketten beszélnek angolul. Megkérdezik, honnan érkezett, erre Jin azt feleli, hogy egy hajóról, ami eltűnt. Az egyik férfi gyanúsnak ítéli a történetet, de a fiatal hölgy leállítja, és vizet hozat a koreainak. Közben leveszi kabátját, és láthatjuk, hogy terhes. Jin pár korty víz után bemutatkozik megmentőinek. A nő is elmondja nevét: Danielle Rousseau
|  | Itt a vége a cselekmény részletezésének! |